# Re (Piemont)
Re ist eine Gemeinde in der italienischen Provinz Verbano-Cusio-Ossola (VCO) in der Region Piemont.

## Lage und Einwohner
Re liegt rund 50 km nördlich der Provinzhauptstadt Verbania und 23 km östlich Domodossolas im Valle Vigezzo, unweit der Grenze zum Schweizer Kanton Tessin. Dort wird das Tal Centovalli genannt. Re ist ein bekannter Wallfahrtsort mit Haltepunkt der Centovallibahn, die zwischen Domodossola (etwa 20 Kilometer westlich) und Locarno in der Schweiz (etwa 20 Kilometer östlich) verkehrt. Die Gemeinde umfasst eine Fläche von 27.15 Quadratkilometern und hat 718 Einwohner (Stand 31. Dezember 2023). Zu Re gehören die Fraktionen Dissimo, Folsogno, Isella, Meis, Olgia und Ponte Ribellasca.
Die Nachbargemeinden sind Craveggia, Valle Cannobina, Malesco und Villette. Auf Schweizer Seite sind es die Gemeinden Onsernone und Centovalli im Kanton Tessin.

## Sehenswürdigkeiten

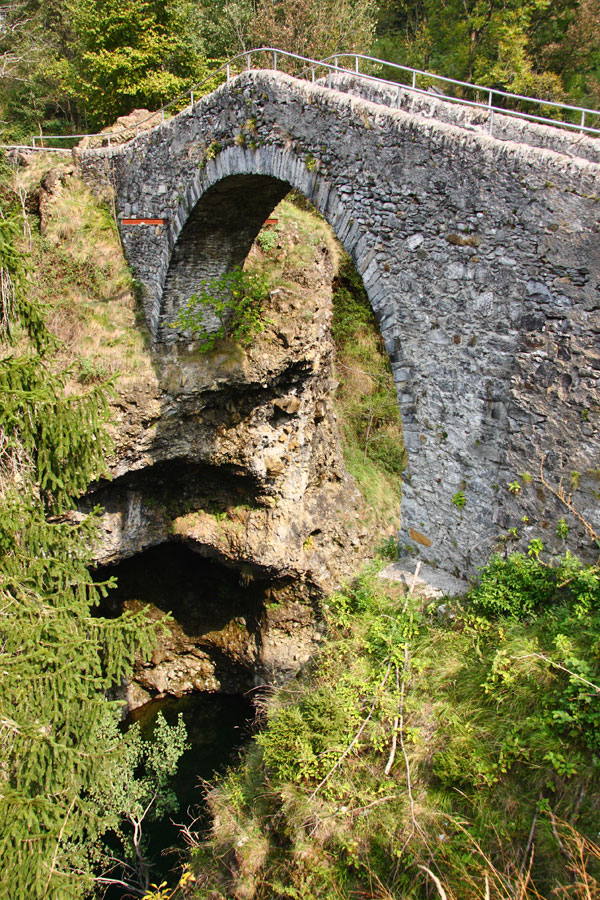
Die Steinbrücke Ponte del Maglione

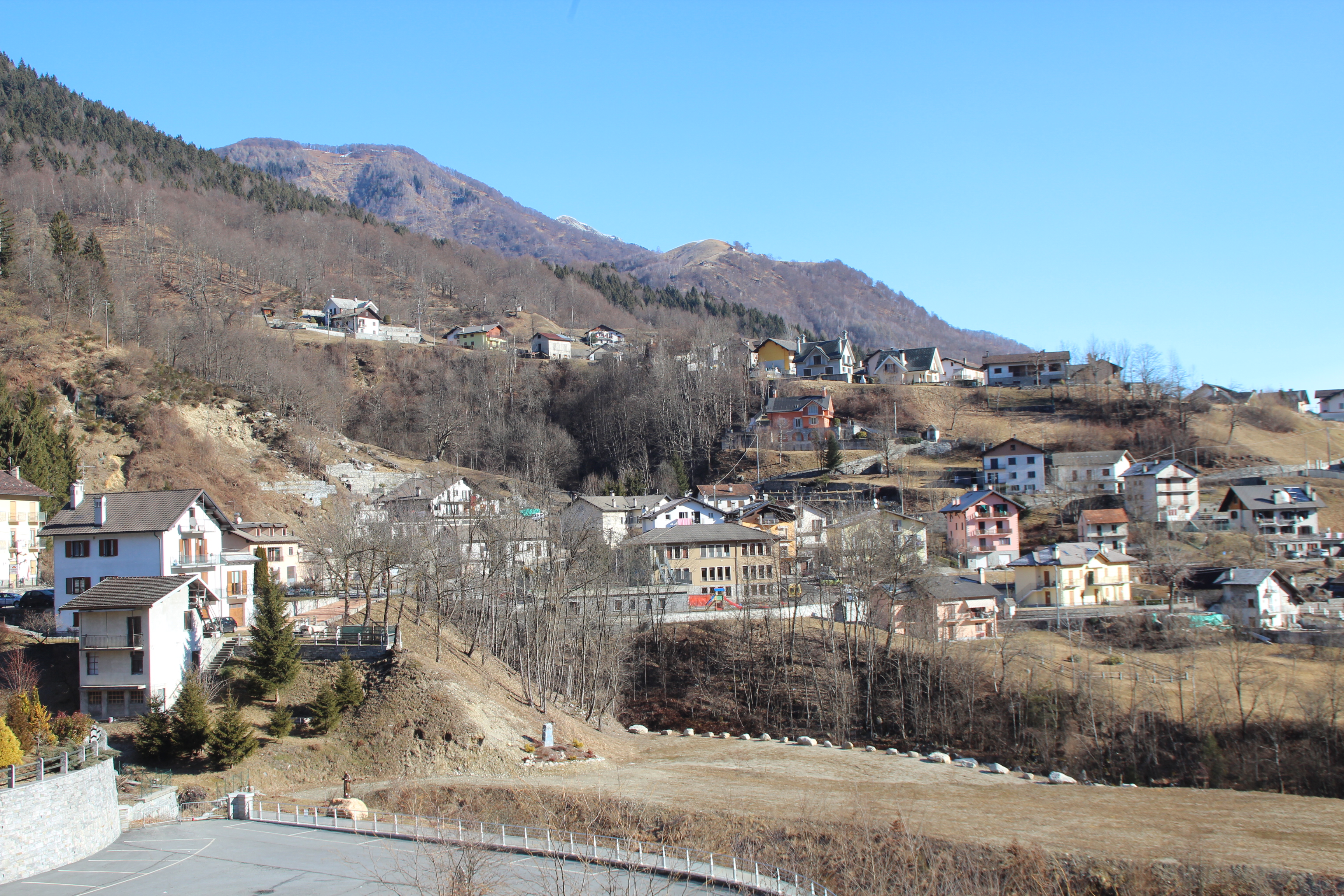
Das Dorf Re

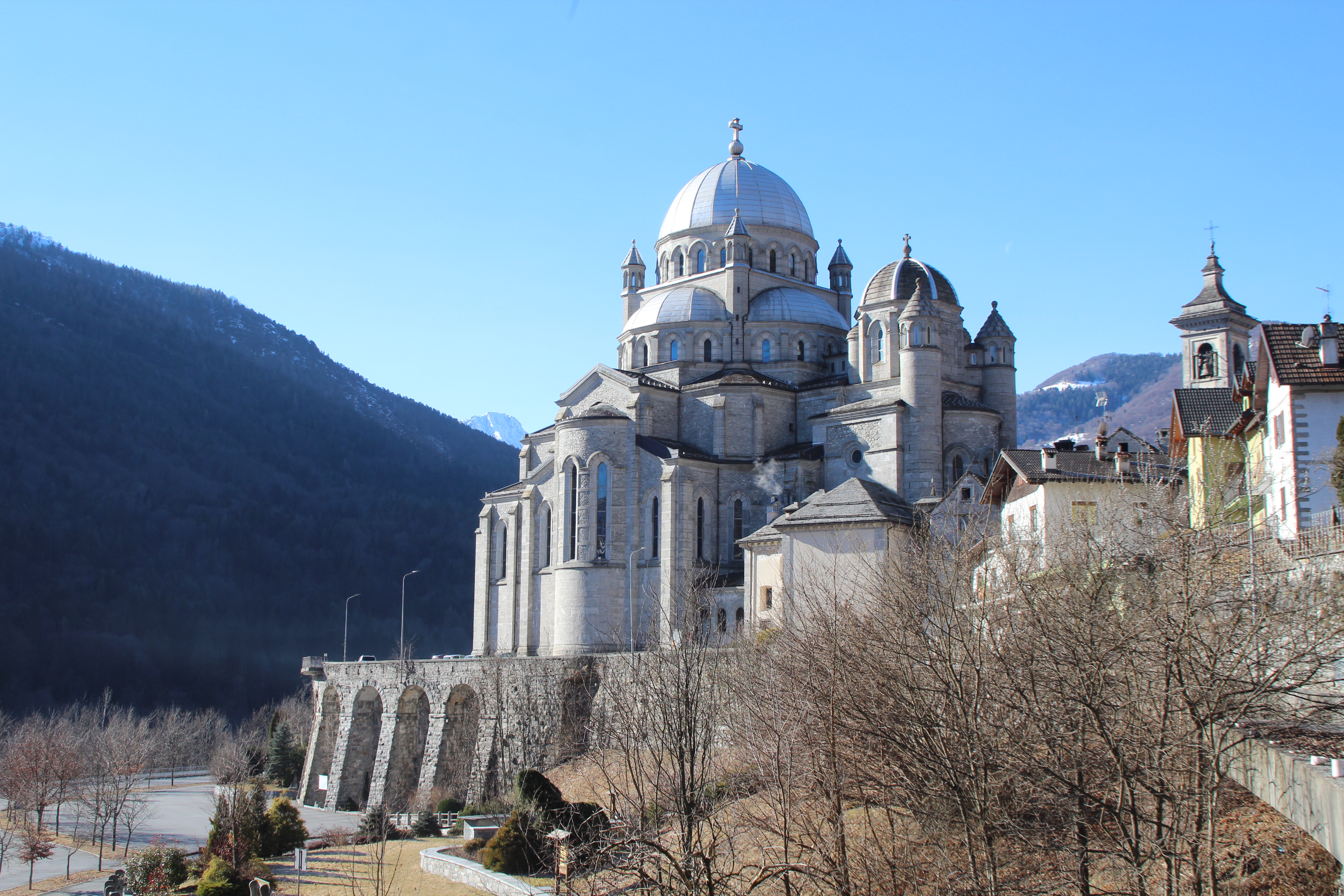
Die Wallfahrtskirche Madonna del Sangue, erbaut 1958

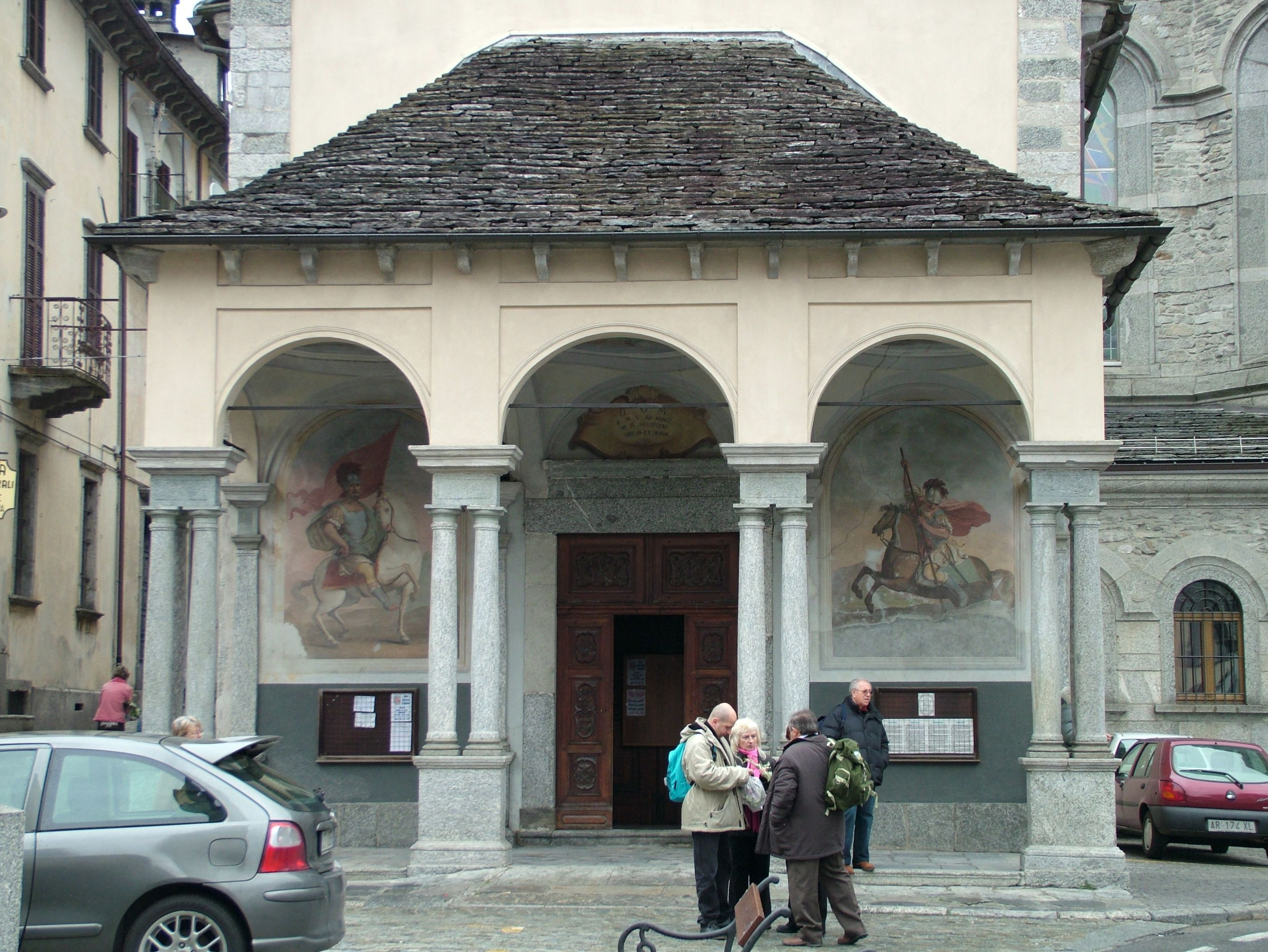
Der Eingang der Wallfahrtskirche zu der Kapelle mit dem Madonnenbild

Die Wallfahrtskirche Madonna del Sangue besteht im Wesentlichen aus zwei Kirchenbauten. Der ältere Teil, errichtet 1606 bis 1628, ist eine einschiffige Basilika mit Portikus. Diese Kirche ist dem heiligen Mauritius geweiht, wurde anstelle eines kleineren Vorgängerbaus errichtet und besitzt den Altar mit dem Bildnis der blutenden Madonna (Madonna del Sangue). Das Madonnenbild erinnert an das Wunder vom 29. April 1494. Ein wütender Bürger von Re, der zuvor beim Spiel unterlegen war, hatte einen Stein auf das Madonnenbildnis geworfen. Danach soll dieses Bildnis zwanzig Tage lang blutige Tränen geweint haben.
Direkt anschließend steht, ohne räumliche Trennung, die zweite, deutlich größere Kirche aus dem 20. Jahrhundert. Auch von hier aus kann der Altar mit der blutenden Madonna gesehen werden. Gegen Ende des 19. Jahrhunderts, 400 Jahre nach dem Wunder von Re, war die Wallfahrtskirche nicht mehr groß genug, um alle Pilger aufnehmen zu können. Der damalige Pfarrer Don Giovanni Antonio Peretti setzte sich deshalb mit Nachdruck für den Neubau einer größeren Wallfahrtskirche ein. Für den imposanten Sakralbau mussten zunächst einige Wohnhäuser und Ställe abgerissen werden. 1922 erfolgte die Grundsteinlegung unter der Leitung des aus Bologna stammenden Architekten Edoardo Collamarini. Die Einweihung der neuen, weithin sichtbaren Wallfahrtskirche mit byzantinischen Kuppeln und neogotischen Spitzbögen fand am 5. August 1958 durch den Bischof von Novara statt.
Das Wunder von Re wird jährlich gefeiert. Zwischen dem 29. April und dem 1. Mai findet eine Pilgerwanderung statt, die in Domodossola beginnt.
- Das „Museo diocesano“ steht bei der Wallfahrtskirche im „Haus des Pilgers“ (Ende des 19. Jahrhunderts).
- Romanische Steinbrücke „Ponte del Maglione“.

## Verkehr
Re liegt seit 1923 an der Centovallibahn, die zwischen Locarno und Domodossola v. v. verkehrt. Auf der italienischen Seite wird die Bahn als Vigezzina bezeichnet und von der SSIF betrieben. In der Gemeinde Re gibt es vier Haltepunkte in Re, Dissimo-Folsogno, Isella-Olgia und Ribellasca.

## Partnergemeinden
- Togliatti, seit 2019
- Soriso, seit 1994

## Kuriosa
Mit drei anderen Gemeinden gehört Re zu den italienischen Gemeinden mit den kürzesten Namen, die nur aus zwei Buchstaben bestehen. Die anderen Gemeinden sind Ne, Ro und Vo.